# 甲氧苄氟菊酯
甲氧苄氟菊酯（英語：Metofluthrin），商品名美特寧，是一种除虫菊精类驱虫剂。在野外测试中，甲氧苄氟菊酯蒸汽能有效驱除97%的蚊子。甲氧苄氟菊酯被广泛使用在各种室内和室外驱虫剂产品。甲氧苄氟菊酯能在一定空间内起保护作用，但随着空气流通效果下降。甲氧苄氟菊酯具有神经毒性，意味着其不能直接对皮肤使用 。尽管甲氧苄氟菊酯对沙蝇有消杀作用，但其驱赶效果不是这么有效。